# Niederwörresbach
Niederwörresbach ist eine Ortsgemeinde im Landkreis Birkenfeld in Rheinland-Pfalz. Sie gehört der Verbandsgemeinde Herrstein-Rhaunen an. Niederwörresbach ist ein staatlich anerkannter Erholungsort.
Niederwörresbach wurde geprägt durch das Handwerk der Achat-Schleifer und den Steinbruchbetrieb. Die Kunstturnriege des örtlichen Sportvereins erfährt internationale Anerkennung.

## Geographie

### Geographische Lage

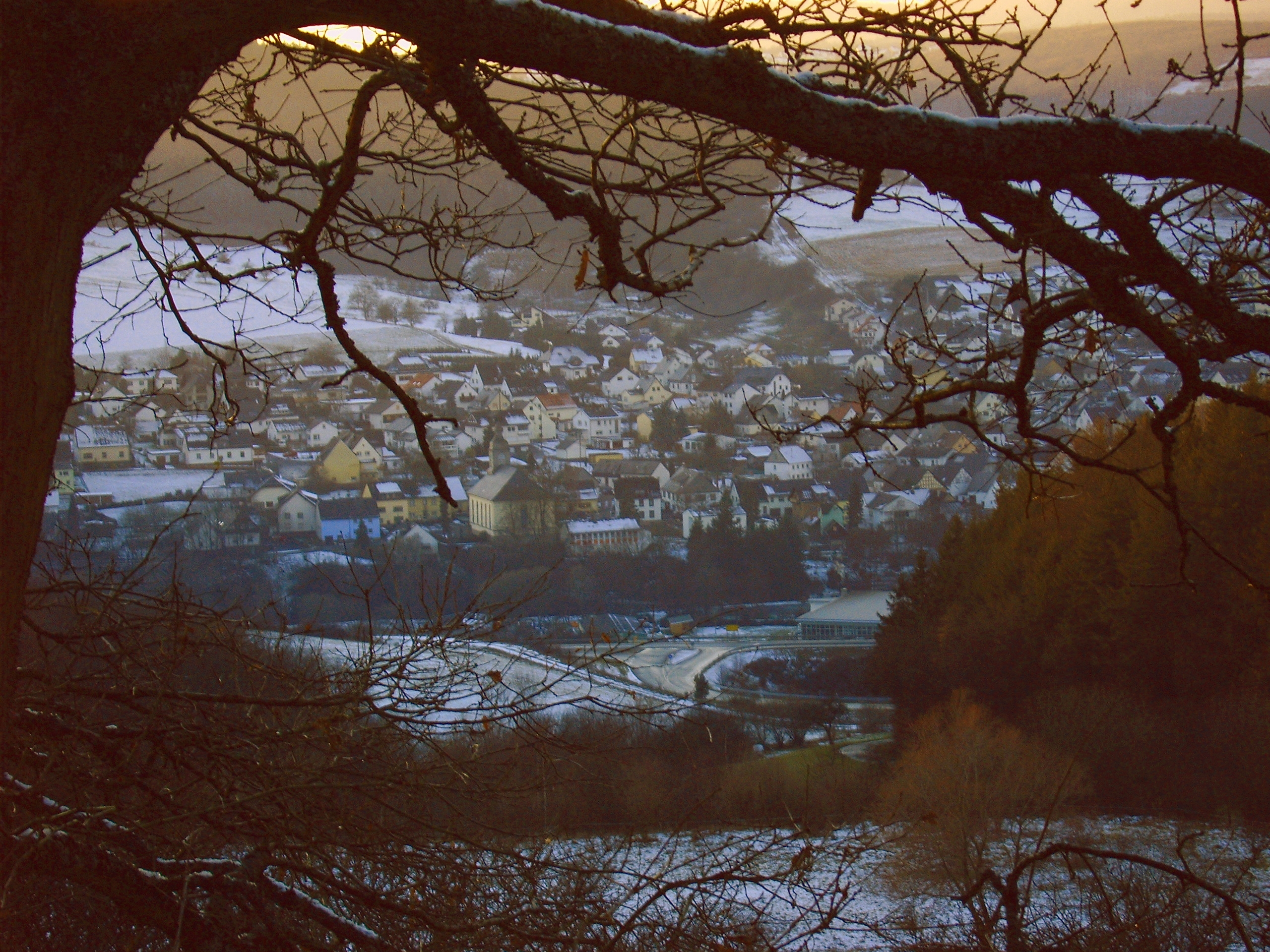
Blick vom Kehrwald

Das Dorf der Klickerschleifer Niederwörresbach liegt zwischen dem südlichen Rand des Hunsrücks und dem Gebirge vulkanischen Ursprungs der oberen Nahe. Es gehört zum Fischbachtal (nahe Idar-Oberstein) und an seinem Ortsrand mündet der namengebende Wörresbach (auch Hinterbach) in den Fischbach.

### Geologie
Der Ort ist auf Konglomeraten aus dem oberen Rotliegenden erbaut. Dieses ist durchdrungen von magmatischen Gesteinen wie Porphyr und Melaphyr. Östlich geht das Material in den aus dem Devon stammenden Schiefer des Rheinischen Schiefergebirges über. Erwähnenswert sind hier außerdem die Toneisensteine auf der Wart sowie ein Sandsteinbruch auf der Klink. Noch heute betreibt die Firma F. L. Juchem & Söhne – neben einem Straßenbauunternehmen, einem Ingenieurbüro, einer Transportbetonanlage und einer Asphaltmischanlage – einen Steinbruch an der Straße in Richtung Fischbach.

### Gemeindeteile
Zu Niederwörresbach gehören auch die Siedlung Hainbuch sowie der Wohnplatz „Auf Faustert“.

### Nachbargemeinden
Im Norden grenzt Niederwörresbach an Herrstein.
Etwas weiter westlich schließt sich der Schieferrücken Wirschheck an, der bis zum Nachbarort Oberwörresbach reicht. Über die Landesstraße 160 kann die B 41 und der etwa sieben Kilometer südlich liegende Ort Fischbach sowie der Idar-Obersteiner Stadtteil Weierbach erreicht werden. Auf dieser Strecke verläuft auch die Deutsche Edelsteinstraße, die im Westen des Orts der Landesstraße 175 in Richtung Herborn und Vollmersbach folgt.

### Klima
Das zum erweiterten Nahetal gehörende Dorf hat ein relativ mildes Klima, das prinzipiell sogar Weinbau ermöglicht. Der Jahresniederschlag beträgt 718 mm.
Der früher zwischen Nieder- und Oberwörresbach gelegene Wingert wird heute allerdings nicht mehr bestellt.

## Geschichte
Das im damaligen Nahegau liegende Dorf wird 1047 zum ersten Mal urkundlich als Besitz der Grafen von Sponheim erwähnt, als Eberhard von Sponheim zwei Gehöfte zu Werngisbach stiftete. Diese besaßen Sponheimer bis zum Jahr 1427, wurden jedoch das eine oder andere Mal verpfändet und umbenannt. Danach herrschten Kurpfalz, Baden und Pfalz-Simmern zusammen über das Gebiet bis 1559. Zeitweise gemeinsam mit den Zweibrücker Fürsten herrschte Baden noch, bis Frankreich dann 1794 das gesamte Linke Rheinufer für sich in Besitz nahm. Währenddessen gehörte der Ort zum Département de la Sarre, Canton und Mairie Herrstein. Als 1814 die alliierten Truppen das linksrheinische Gebiet einnahmen und Napoléon Bonapartes Herrschaft endete, erhielt der Herzog Peter Friedrich Ludwig von Oldenburg die beiden Exklaven Lübeck und das Birkenfelder Land. Als Fürstentum Birkenfeld bestand das letztgenannte bis zum Ersten Weltkrieg. Der nach wie vor oldenburgische Landesteil Birkenfeld ging im Rahmen des Groß-Hamburg-Gesetzes am 1. April 1937 im Austausch für Wilhelmshaven als Landkreis Birkenfeld auf das Land Preußen über.

### Kirche

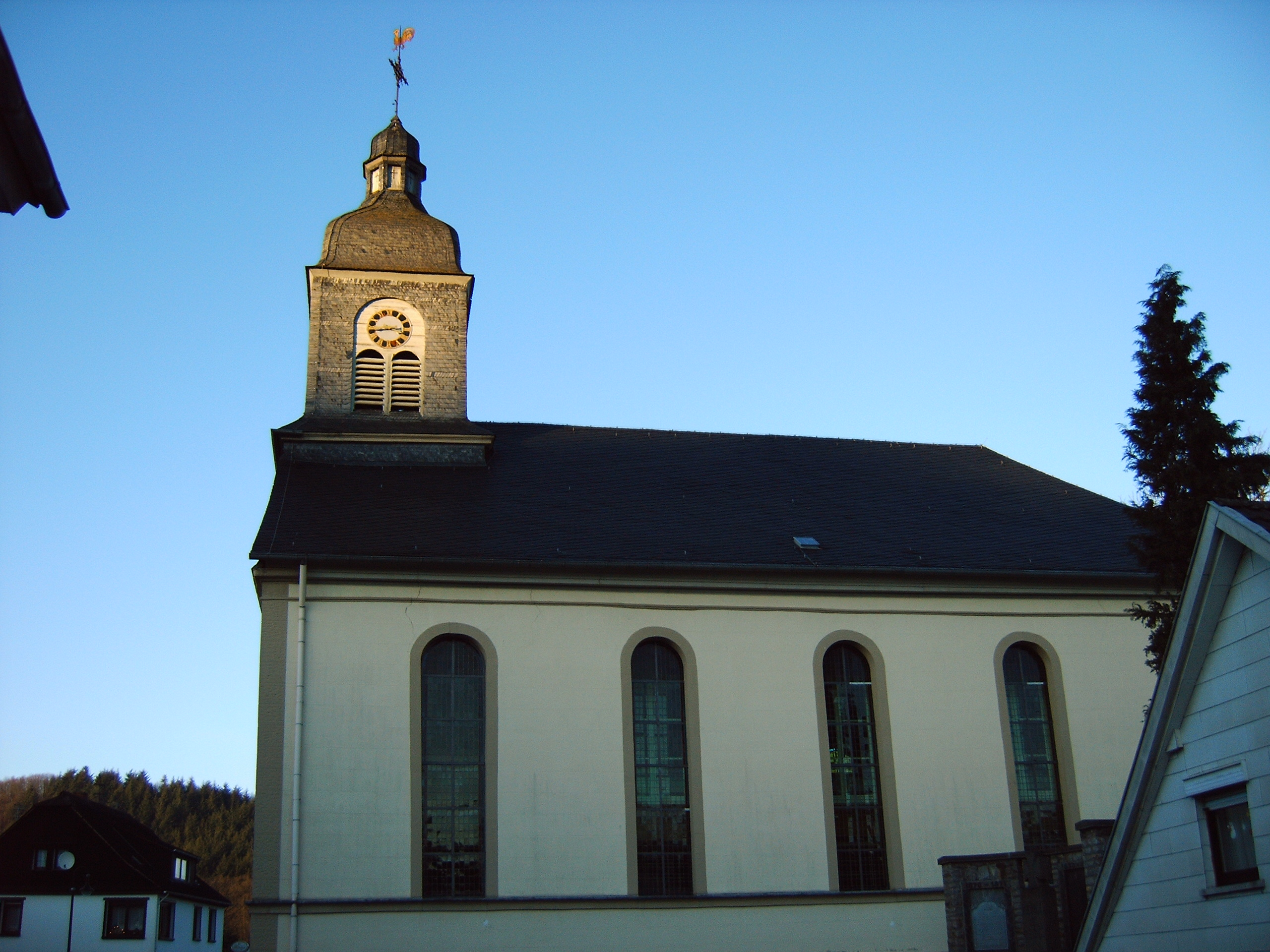
Kirche zu Niederwörresbach

Schon im Jahr 1560 besitzt der Ort einen Pfarrsitz mit einer Filiale in Fischbach. Später wurde Niederwörresbach wie die ganze nähere Umgebung evangelisch-lutherisch. Der heutige Kirchenbau wurde am 26. Januar 1833 durch Pfarrer Karl Phillip Daniel Koch geweiht. Pfusch bei den Maurerarbeiten führten allerdings dazu, dass der ursprüngliche Turm bereits 1865 wieder abgetragen werden musste. Es wurde stattdessen eine etwas seltsam wirkende Kuppel aufgesetzt. Diese wurde dann jedoch durch den Turm ersetzt, wie er heute noch zu sehen ist. Die Kirche ist mit einer Stumm-Orgel ausgestattet.

### Das Kinder- und Jugendheim

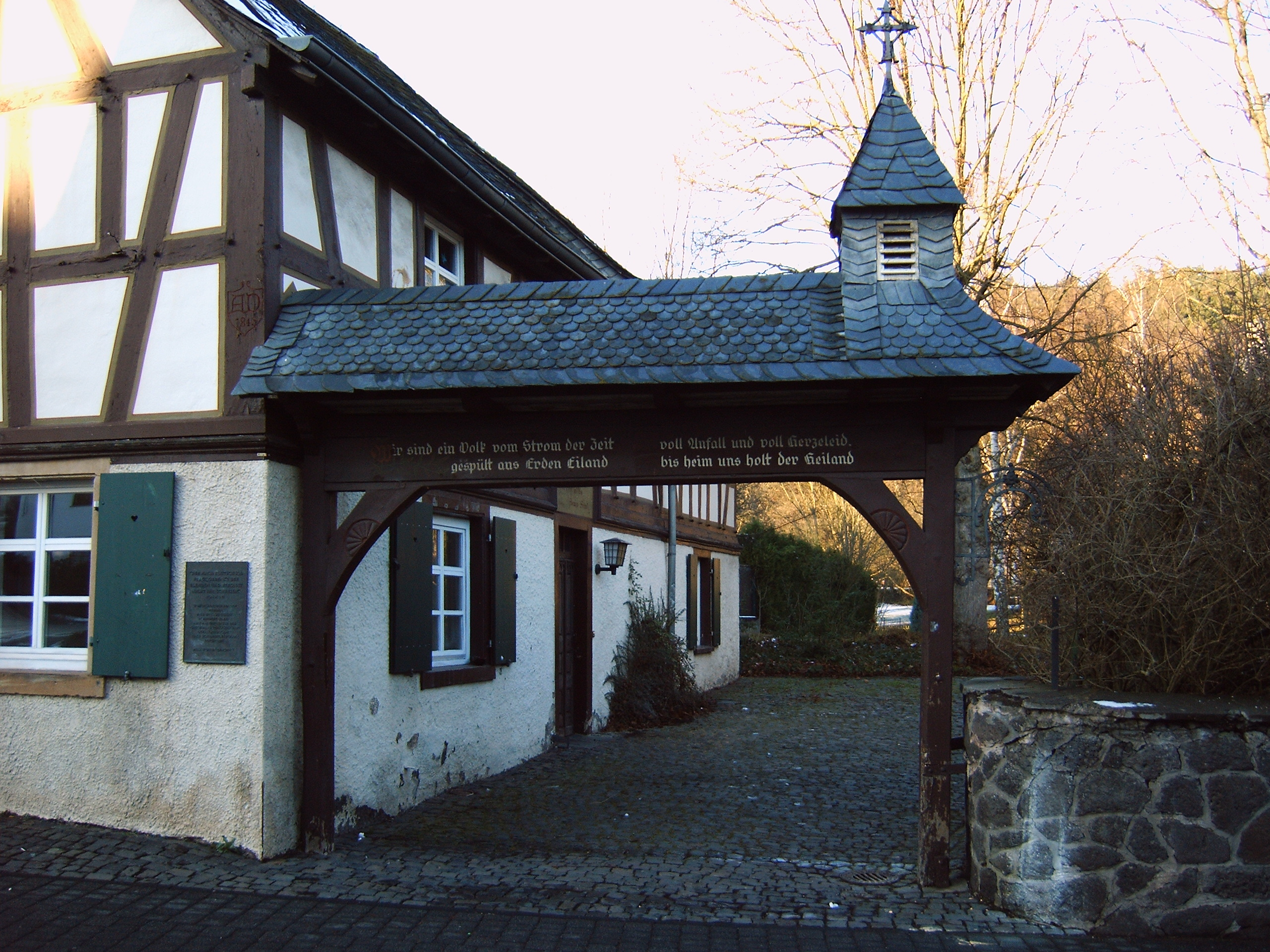
Portal

Die 1830er und 1840er Jahre waren im Birkenfelder Land geprägt durch Viehseuchen und Missernten, die zu Verteuerungen der Lebensmittel und Hungersnöten führten. Das Fürstentum Birkenfeld musste 1842 ein Gesetz über die öffentliche Armenpflege erlassen, um die Ärmsten mit dem Notwendigsten zu versorgen und es wurden Suppenküchen eingerichtet; Holz wurden kostenlos, Kartoffeln preisgünstig abgegeben.

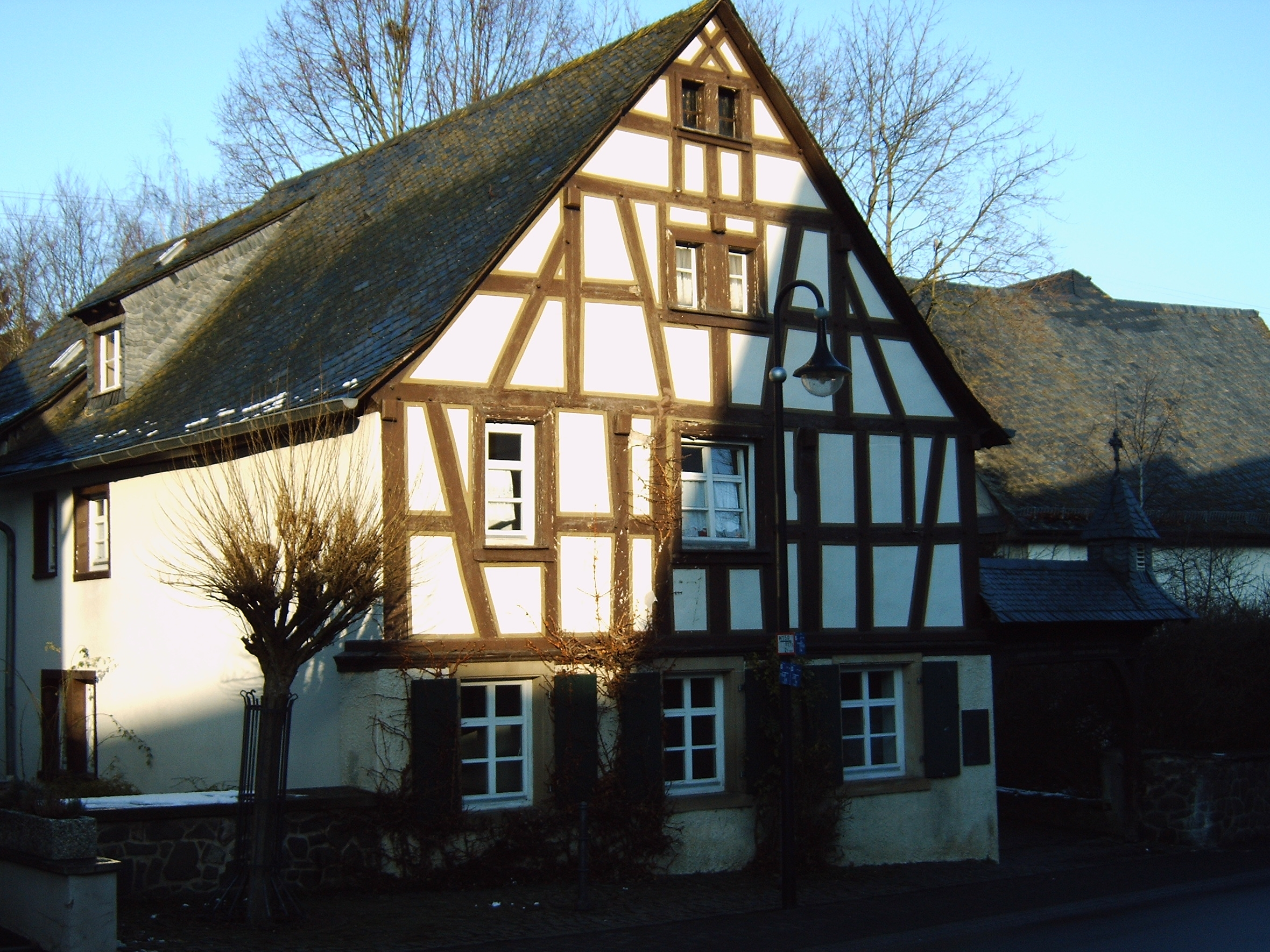
Stammhaus

Am 16. Oktober 1846 richtete der aus Niederwörresbach stammende Herrsteiner Pfarrer Friedrich Adolf Koch ein Erziehungsheim in seinem Elternhaus, einem kleinen Bauernhaus am Weg Richtung Herrstein, ein. Die Finanzierung der notwendigen Grundausstattung des Heimes organisierte er selbst durch die Verlosung von Sachspenden. Unter der Losung des Psalms „Der Herr ist des Armen Schutz“ wurden dort zunächst 18 Mädchen aufgenommen. Die laufenden Unterhaltskosten wurden durch Handarbeiten der Mädchen, die wieder verlost wurden, und Kollekten teilweise finanziert, man war aber immer mit mehreren hundert Talern verschuldet.

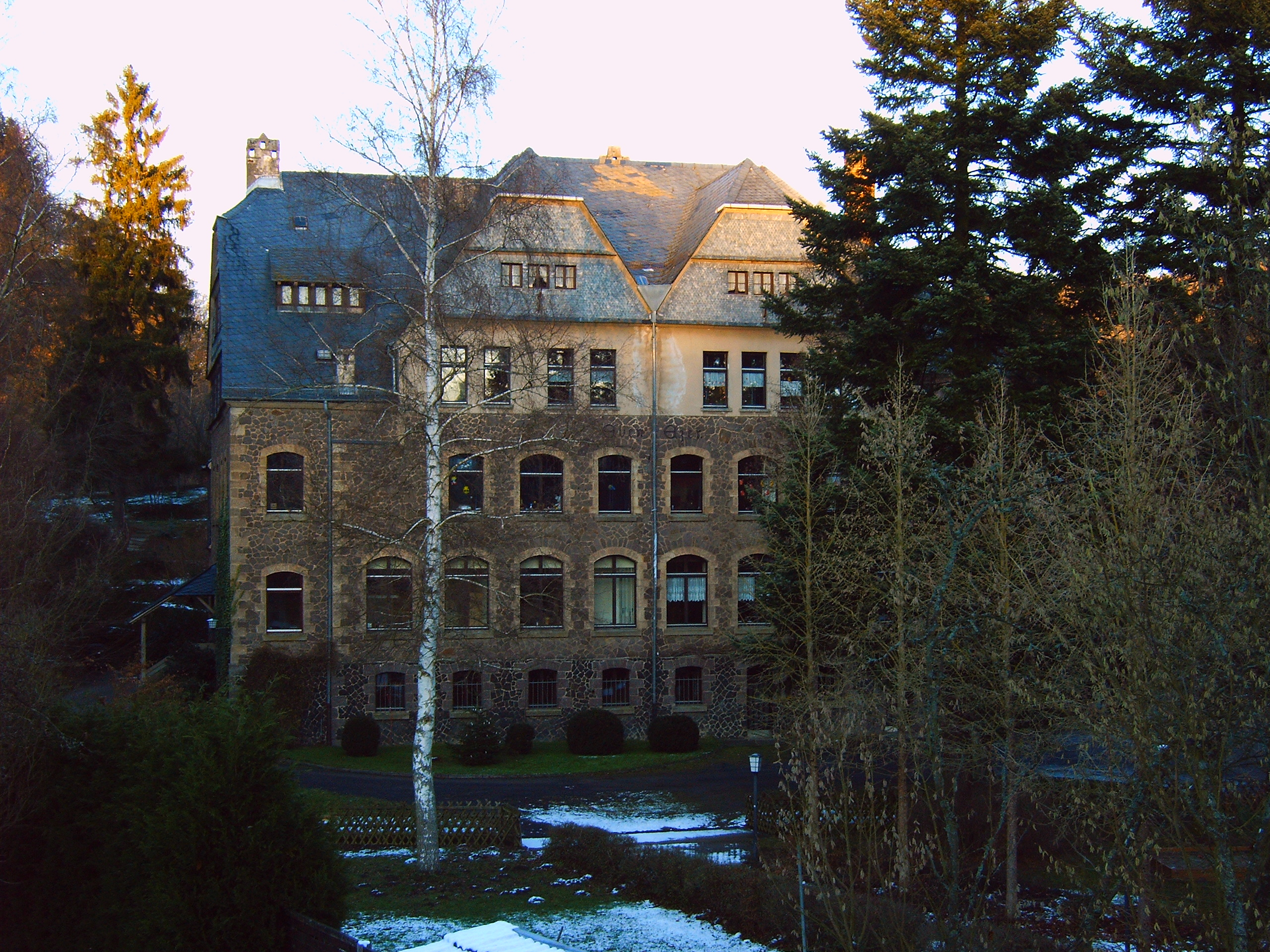
Hauptgebäude

Nach Kochs Tod 1867 konnte die Schließung der Anstalt 1894 schließlich nur noch die Übernahme durch das Diakonissen-Mutterhaus Oberrhein verhindert werden. Das große neue Hauptgebäude wurde 1905/06 fertiggestellt, das alte Stammhaus später dann in ein Wirtschaftsgebäude mit Gemeinschaftswohnungen umgebaut. In den 1980ern wurde auf dem Gelände außerdem ein modernes Gebäude mit weiteren Wohnungen und Büros gebaut. Heute betreut die Stiftung kreuznacher diakonie in dem Heim Jugendliche, zwischenzeitlich eingerichtete Säuglings- und Altenpflege wurden an andere Einrichtungen abgegeben.

### Bevölkerungsentwicklung
Die Entwicklung der Einwohnerzahl von Niederwörresbach, die Werte von 1871 bis 1987 beruhen auf Volkszählungen:
| Jahr | Einwohner |
| 1815 | 308       |
| 1835 | 564       |
| 1871 | 793       |
| 1905 | 735       |
| 1939 | 946       |
| 1950 | 926       |

| Jahr | Einwohner |
| 1961 | 1.048     |
| 1970 | 1.155     |
| 1987 | 1.035     |
| 1997 | 1.033     |
| 2005 | 1.004     |
| 2023 | 814       |

## Politik

### Gemeinderat
Der Gemeinderat in Niederwörresbach besteht aus zwölf Ratsmitgliedern, die bei der Kommunalwahl am 9. Juni 2024 in einer Mehrheitswahl gewählt wurden, und dem ehrenamtlichen Ortsbürgermeister als Vorsitzendem.

### Bürgermeister
Ralf Juchem wurde 2019 Ortsbürgermeister von Niederwörresbach. Bei der Direktwahl am 26. Mai 2019 war er mit einem Stimmenanteil von 91,32 % gewählt worden. Bei der Direktwahl am 9. Juni 2024 wurde er als einziger Bewerber mit 90,4 % für fünf Jahre wiedergewählt.
Juchems Vorgänger als Ortsbürgermeister war Horst Lang.

## Kultur

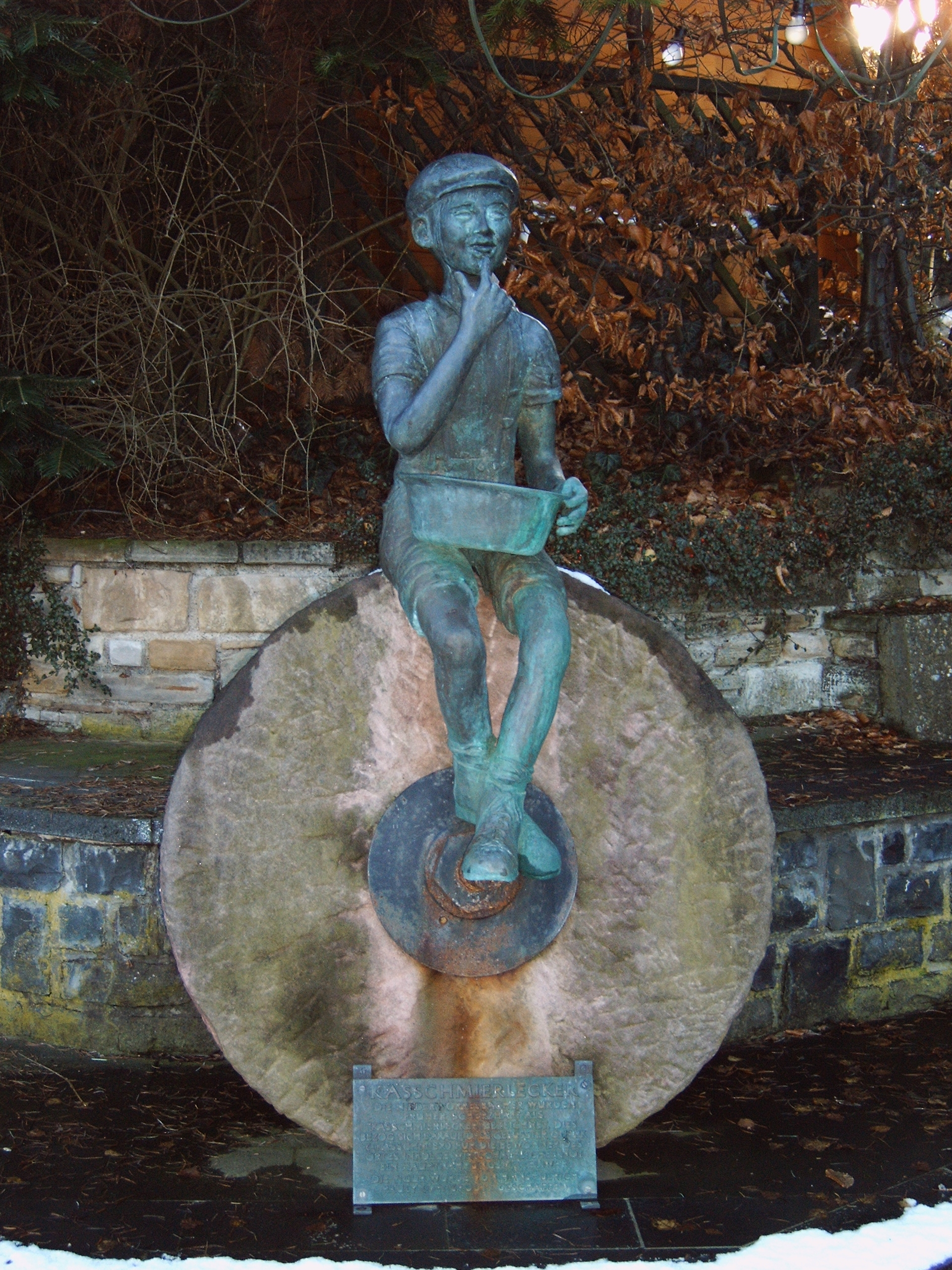
Der Kässchmierlecker

Niederwörresbach hat eine lange Tradition im Klickerhandwerk. Klicker sind kugelförmig geschliffene Achate. Das Schleifen war eine beschwerliche Arbeit, die Rohsteine mussten von Idar her zu Fuß in den Ort geschafft und am nächsten Morgen in der Schleiferei bearbeitet werden. Die sogenannte Schleiferkrankheit – verursacht durch den Achatstaub, das Liegen vor dem Schleifstein, schlechte Lüftung und den Schnaps, der zur Unterdrückung der Gebrechen getrunken wurde – ließ die Klickerschliffer nicht älter als 40 Jahre werden. Von ihrem Handwerk zeugt heute noch die Klickerkette im Wappen des Dorfs.
In diesen schlechten Zeiten war die Kässchmier ein leckeres und billiges Nahrungsmittel, das man sich leisten konnte. Dabei handelt es sich um eine Quarkspeise, die mit Kräutern und Zucker angerührt und als Brotaufstrich oder zu Pellkartoffeln gegessen wird. Noch heute werden die Niederwörresbacher von ihren Nachbarn gerne scherzhaft als „Werzbacher Kässchmierlecker“ bezeichnet. Auf dem in den 1980er Jahren neugestalteten Dorfplatz wurde der personifizierte Kässchmierlecker als Statue aus Bronze verewigt.

### Sportverein

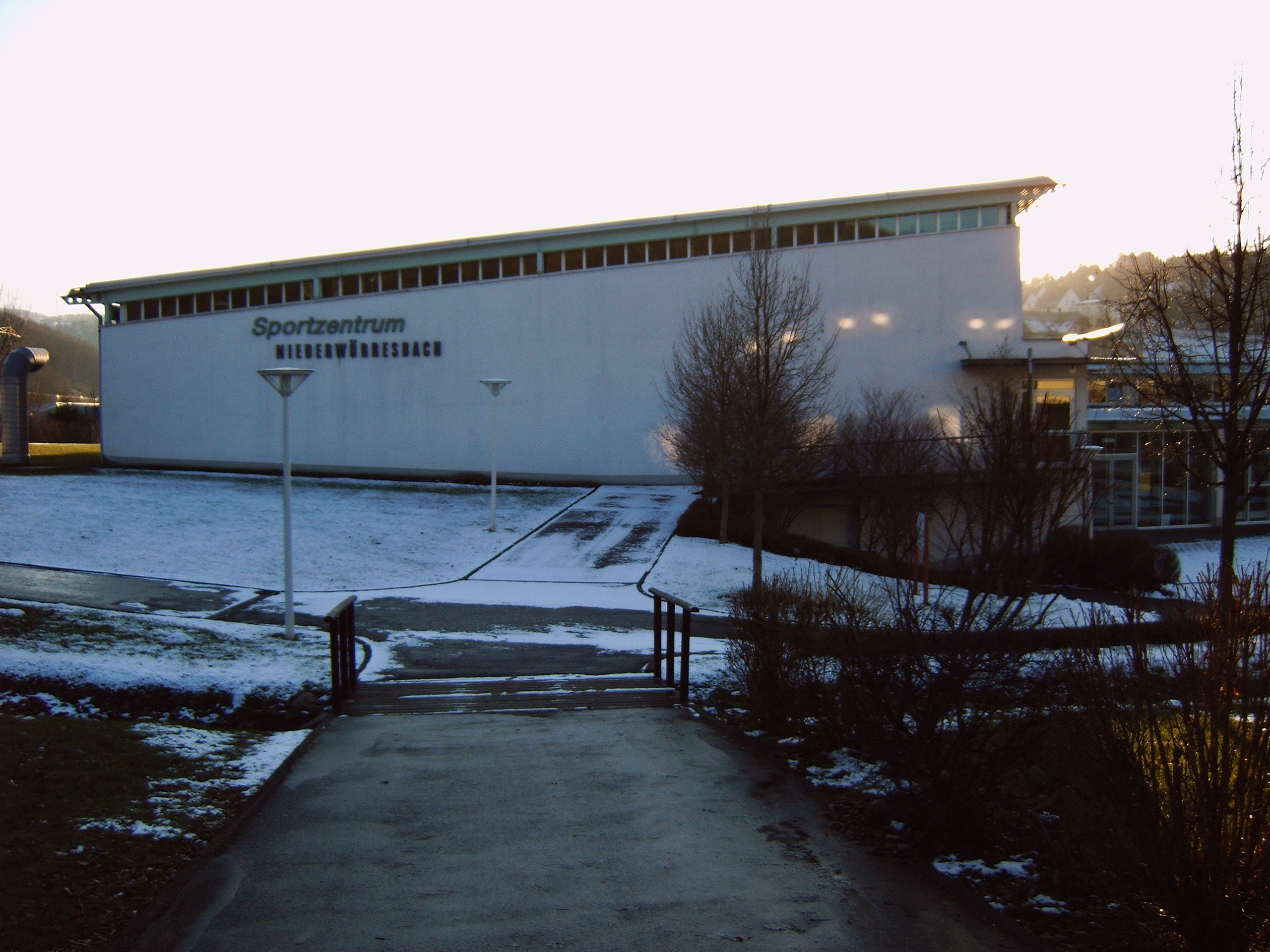
Leistungszentrum für Kunstturnen

Der 1888 gegründete Sportverein konnte bereits mehrfach national und international glänzen. Die Kunstturnriege brachte es bereits unter Trainerin Marianne Reimann in den 1970er und 1980er Jahren zu mehreren Meistertiteln bei den deutschen Meisterschaften. Auf dem Höhepunkt des Erfolgs wurde die Niederwörresbacher Turnerin Heike Schwarm zur regionalen Sportlerin des Jahres 1983 gewählt und ihre Riege zur Mannschaft des Jahres. Bei den Olympischen Spielen 1984 in Los Angeles stellte der SV Niederwörresbach mit Heike Schwarm und Angela Golz ein Drittel des bundesdeutschen Kaders. Bei einem Festakt zu Ehren von Marianne Reimann und ihren Turnerinnen im Kunstturnzentrum in Frankfurt am Main am 20. Januar 1989 schlugen Vertreter der rheinland-pfälzischen Landesregierung den Bau eines Landesleistungszentrums für Kunstturnen in Niederwörresbach vor, dessen Großsporthalle zusammen mit der Verbandsgemeinde Anfang der 1990er Jahre vollendet wurde. Die Erfolge setzten sich fort: 1997 wurde Wladimir Klimenko Deutscher Jugendmeister im Kunstturnen.

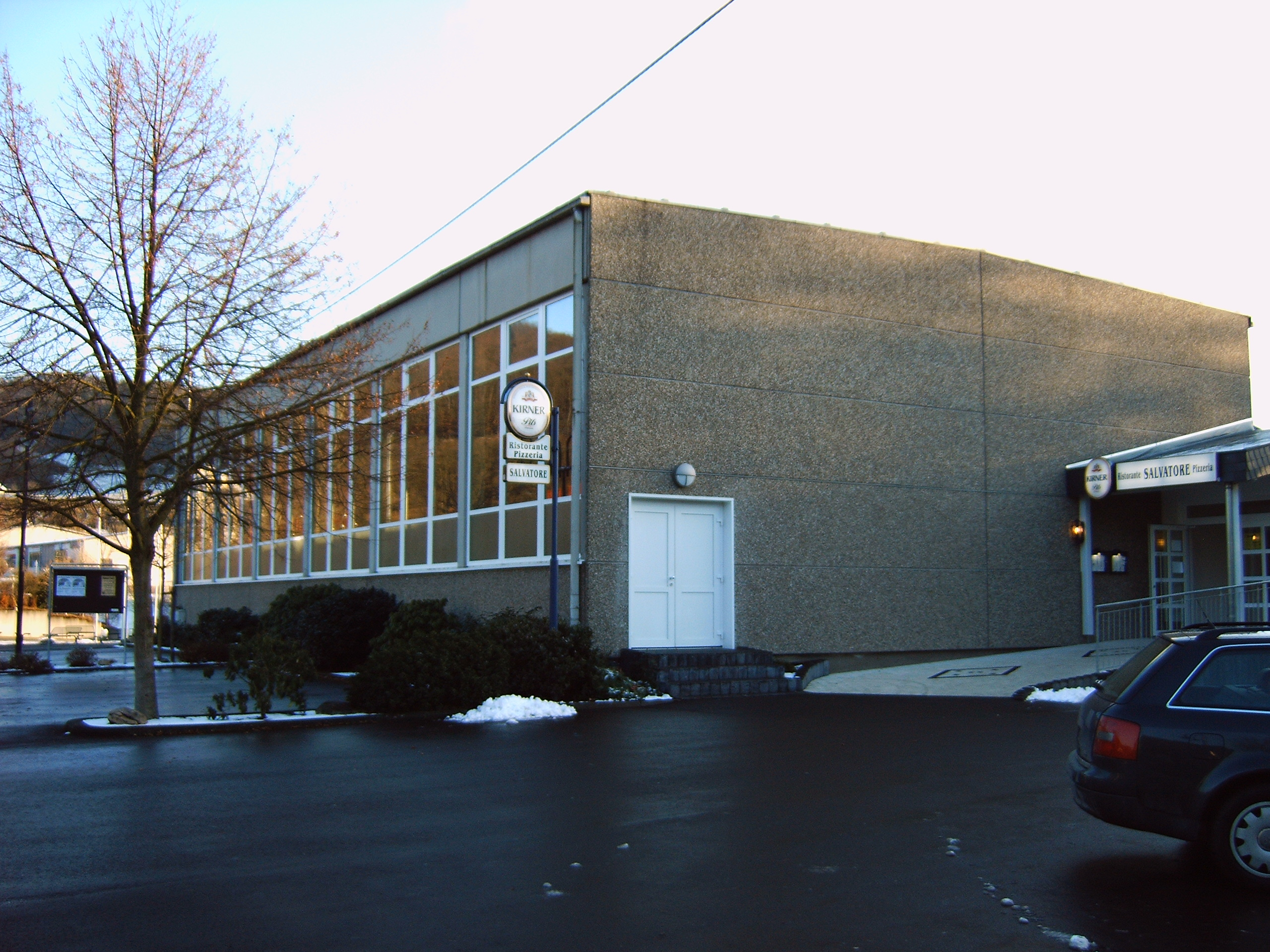
Mehrzweckhalle

Bei den Fußballern des SV ist insbesondere die Mannschaft der A-Jugend zu nennen, die bis in die Bezirksliga aufgestiegen war und schließlich in der Saison 1977 Vizemeister wurde. Ein Jahr später wechselte dann auch Michael Dusek von Niederwörresbach zum Bundesligisten 1. FC Kaiserslautern, bei dem er bis zur Saison 1987/1988 blieb. Bis 2006 trainierte und koordinierte er die Jugend des 1. FCK. Derzeit spielt die erste Mannschaft in der Bezirksliga Nahe. Eine eigenständige Jugendarbeit wird von den Bambini bis zur C-Jugend angeboten.

### Musikverein

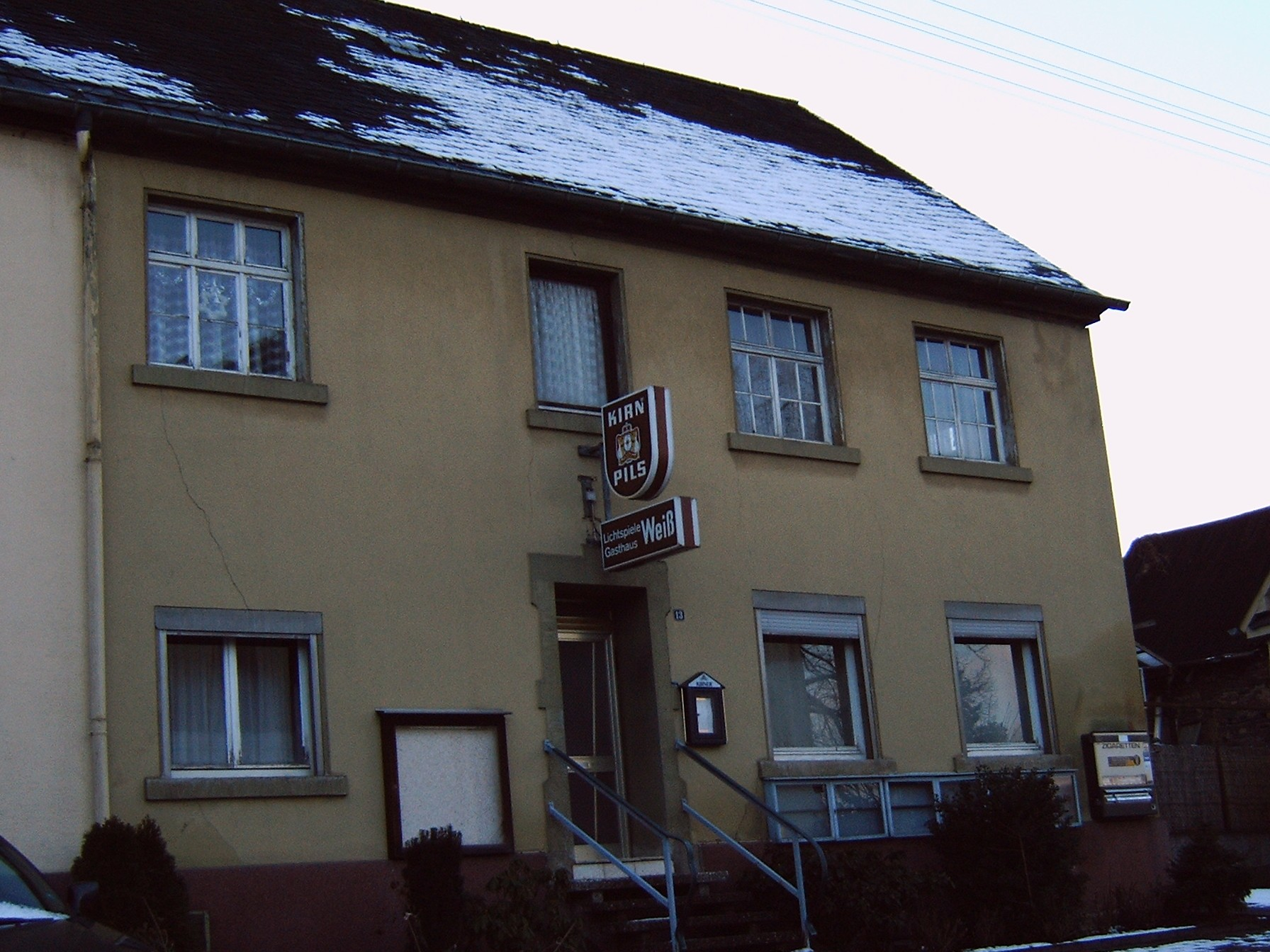
Gasthaus Weiß

Der Musikverein wurde am 9. September 1891 im Gasthaus Weiß auf Initiative des ersten musikalischen Leiters Emil Weiß gegründet. Von 1911 bis zum Ende des Ersten Weltkriegs bestand parallel dazu der Musikverein Germania. In seiner über hundertjährigen Geschichte hat sich der Musikverein in der Pflege der Blasmusik und der Förderung der Kultur im Ort verdient gemacht. Insbesondere ist hier eine ausgeprägte Jugendarbeit zu erwähnen.

### Weitere Vereine
Der älteste Verein ist der Männergesangverein, der auf Anregung des Lehrers Christian Schmidt 1860 ins Leben gerufen wurde, der ihn auch bis zu seinem Tode 1890 dirigierte. Im Jahre 1928 entstand auch ein gemischter Chor, der dem Verein angeschlossen ist.
Niederwörresbach hat außerdem eine 1933 gegründete Freiwillige Feuerwehr, einen Ortsverein des Deutschen Roten Kreuzes, den Schützenverein 1975 und einen Angelsportverein (seit 1990). Die Wanderfreunde e. V. Niederwörresbach gingen 1992 aus der Wanderabteilung (1974 gegründet) des Sportvereins hervor.

## Personen
- Walter Brusius (* 1950), deutscher Maler
- Michael Dusek (1958–2023), Fußballspieler und Fußballtrainer
- Wiktor Jakowlewitsch Klimenko (* 1949), Kunstturner, Olympiasieger
- Larissa Petrik (* 1949), Kunstturnerin, Olympiasiegerin, Trainerin, Choreographin und ausgebildete Schauspielerin

## Ortsbild

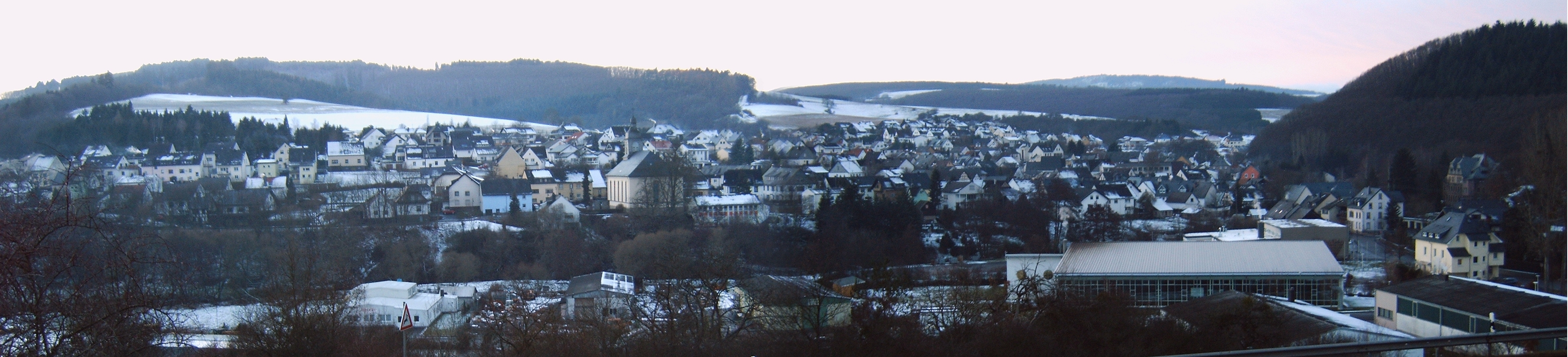
Blick über Niederwörresbach im Dezember 2005

Der heute Ortsbild ist vorherrschend geprägt durch den in den 1980ern geschaffenen Dorfplatz und die 1997 und 1998 neugestaltete Ortsgemeindestraße. Diese Neugestaltung war möglich geworden, als die Landesstraße 160 auf eine Umgehung außerhalb des Orts verlegt worden ist.